# Cercopitec d'orelles vermelles
El cercopitec d'orelles vermelles (Cercopithecus erythrotis) és una espècie de primat de la família dels cercopitècids. Viu al Camerun, Guinea Equatorial i Nigèria. El seu hàbitat natural són els boscos de plana humits tropicals o subtropicals. Està amenaçat per la pèrdua d'hàbitat.